# Temporada 1961-62 de los Syracuse Nationals
La temporada 1961-62 fue la decimotercera de los Syracuse Nationals en la NBA. La temporada regular acabó con 41 victorias y 39 derrotas, ocupando el tercer puesto de la división Este, clasificándose para los playoffs en los que cayeron en las semifinales de división ante los Philadelphia Warriors.

## Elecciones en elDraft
| Ronda | Puesto | Jugador       | Posición | Nacionalidad   | Universidad      |
| ----- | ------ | ------------- | -------- | -------------- | ---------------- |
| 1     | 6      | Ben Warley    | Escolta  | Estados Unidos | Tennessee State  |
| 2     | 14     | Chris Smith   | Pívot    | Estados Unidos | Virginia Tech    |
| 3     | 28     | Chuck Osborne | Alero    | Estados Unidos | Western Kentucky |

## Temporada regular
| División Este           | División Este | División Este | División Este | División Este | División Este | División Este | División Este | División Este |
| Equipo                  | G             | P             | %             | PD            | Casa          | Fuera         | Neutral       | Div           |
| ----------------------- | ------------- | ------------- | ------------- | ------------- | ------------- | ------------- | ------------- | ------------- |
| x-Boston Celtics        | 60            | 20            | .750          | –             | 23–5          | 26–12         | 11–3          | 26–10         |
| x-Philadelphia Warriors | 49            | 31            | .613          | 11            | 18–11         | 19–19         | 12–1          | 18–18         |
| x-Syracuse Nationals    | 41            | 39            | .513          | 19            | 18–10         | 11–19         | 12–10         | 17–19         |
| New York Knicks         | 29            | 51            | .363          | 31            | 19–15         | 2–23          | 8–13          | 11–25         |

## Playoffs

### Semifinales de División
Philadelphia Warriors vs. Syracuse Nationals
| Fecha       | Partido                                           | Ciudad     |
| ----------- | ------------------------------------------------- | ---------- |
| 16 de marzo | Philadelphia Warriors 110, Syracuse Nationals 103 | Filadelfia |
| 18 de marzo | Syracuse Nationals 82, Philadelphia Warriors 97   | Syracuse   |
| 19 de marzo | Philadelphia Warriors 100, Syracuse Nationals 101 | Filadelfia |
| 20 de marzo | Syracuse Nationals 106, Philadelphia Warriors 99  | Syracuse   |
| 22 de marzo | Philadelphia Warriors 121, Syracuse Nationals 104 | Filadelfia |
|             | Philadelphia gana las series 3-2                  |            |

## Estadísticas
| Rk | Jugador        | Edad | P  | PT | MP   | TC  | TCI  | %TC  | 3P | 3PI | %3P | TL  | TLI | %TL  | RO | RD | RT   | AS  | RB | TAP | BP | FP  | PTS  |
| 1  | Hal Greer      | 25   | 71 |    | 38.1 | 9.1 | 20.3 | .447 |    |     |     | 4.7 | 5.7 | .819 |    |    | 7.4  | 4.4 |    |     |    | 3.5 | 22.8 |
| 2  | Lee Shaffer    | 22   | 75 |    | 27.8 | 6.9 | 15.7 | .436 |    |     |     | 3.2 | 4.1 | .771 |    |    | 6.8  | 1.3 |    |     |    | 3.5 | 16.9 |
| 3  | Dave Gambee    | 24   | 80 |    | 28.8 | 6.0 | 14.1 | .424 |    |     |     | 4.8 | 5.9 | .817 |    |    | 7.9  | 1.4 |    |     |    | 3.4 | 16.7 |
| 4  | Red Kerr       | 29   | 80 |    | 34.6 | 6.8 | 15.3 | .443 |    |     |     | 2.8 | 3.8 | .735 |    |    | 14.7 | 3.0 |    |     |    | 3.4 | 16.3 |
| 5  | Dolph Schayes  | 33   | 56 |    | 26.4 | 4.8 | 13.4 | .357 |    |     |     | 5.1 | 5.7 | .897 |    |    | 7.8  | 2.1 |    |     |    | 3.0 | 14.7 |
| 6  | Larry Costello | 30   | 63 |    | 29.4 | 4.9 | 11.5 | .427 |    |     |     | 3.9 | 4.7 | .837 |    |    | 3.9  | 5.7 |    |     |    | 3.5 | 13.8 |
| 7  | Al Bianchi     | 29   | 80 |    | 24.1 | 4.2 | 10.6 | .397 |    |     |     | 1.9 | 2.8 | .697 |    |    | 3.5  | 3.3 |    |     |    | 2.9 | 10.3 |
| 8  | Joe Roberts    | 25   | 80 |    | 20.5 | 3.0 | 7.7  | .393 |    |     |     | 1.6 | 2.4 | .665 |    |    | 6.7  | 0.6 |    |     |    | 2.9 | 7.7  |
| 9  | Swede Halbrook | 29   | 64 |    | 14.2 | 2.4 | 6.6  | .360 |    |     |     | 1.5 | 2.4 | .636 |    |    | 6.2  | 0.5 |    |     |    | 2.8 | 6.3  |
| 10 | Paul Neumann   | 24   | 77 |    | 16.4 | 2.2 | 5.2  | .429 |    |     |     | 1.7 | 2.2 | .773 |    |    | 2.5  | 2.3 |    |     |    | 2.6 | 6.2  |
| 11 | Chuck Osborne  | 23   | 4  |    | 5.3  | 0.3 | 2.0  | .125 |    |     |     | 0.8 | 1.0 | .750 |    |    | 2.3  | 0.3 |    |     |    | 0.8 | 1.3  |
| 12 | Joe Graboski   | 32   | 23 |    | 14.0 | 2.1 | 5.8  | .361 |    |     |     | 1.0 | 1.7 | .579 |    |    | 4.6  | 0.9 |    |     |    | 2.0 | 5.1  |